# ВЕС Ніссум Брендінг
ВЕС Ніссум Брендінг (Nissum Bredning) — данська експериментальна прибережна вітрова електростанція компанії Siemens Gamesa. Знаходиться на заході півострова Ютландія в затоці Ніссум-Брендінг, розташованій в системі Лім-фіорду при його виході у Північне море.
Станція призначалась для випробувань вітрових турбін SWT-7.0-154 з одиничною потужністю 7 МВт та діаметром ротору 154 метри, які виготовлені компанією Siemens Gamesa (результат злиття в 2016 році бізнесів у царині вітроенергетики концерну Siemens та іспанської Gamesa). Зазначені агрегати створені за технологією прямого приводу (direct drive), котра дозволяє обійтись без коробки передач. Заміна останньої відноситься до типового виду обслуговуючих робіт на ВЕС, що є особливо витратним процесом для офшорної енергетики.
Вітрові турбіни змонтовані на баштах висотою 130 метрів, котрі в свою чергу за допомогою перехідних елементів кріпляться до ґратчастих триопорних основ («джекетів»). Встановлення «джекетів», закріплення їх палями та монтаж вітрових агрегатів виконали за допомогою понтону De Schelde, на який встановили гусеничний кран LR11350. Бетонні перехідні елементи змонтував нідерландський плавучий кран великої вантажопідйомності Matador 3, здатний виконувати завдання на мілководді.
Видача продукції відбувається по кабелю, розрахованому на роботу під напругою 66 кВ, прокладання якого здійснила багатоцільова баржа S/B Victor, що має осадку лише 0,9 метра.